# 德國文學
德國文學（德語：Literatur deutschlands）是德國作家的文學作品。德國文學主要以標準德語寫成，但也有使用地區德語方言的作品。
德國文學是德語文學的其中一個分支，奧地利、瑞士的德語區與及僑居外地的德國移民也會用德語寫作。
現代德國文學是在啟蒙時代誕生，並於18世紀末至19世紀初達至高峰，史稱魏瑪的古典主義。德國最負盛名的作家歌德及席勒都在那個時期大量創作。